# Sheila Sherlock
Sheila Patricia Violet Sherlock (Dublin, 31 de março de 1918 – Londres, 30 de dezembro de 2001) foi uma médica britânica, considerada considerada a maior contribuidora no século XX na área da hepatologia.
Foi eleita membro da Royal Society em 2001.